# Joan Lerma
Joan Lerma Blasco (Valencia, 15 de julio de 1951) es un político socialista español que actualmente sirve como senador por designación de las Cortes Valencianas desde 1995 y presidente de la Comisión de Justicia del Senado desde 2020.
Fue el primer presidente elegido democráticamente de la Generalidad Valenciana en la etapa autonómica abierta tras la Transición española. Ocupó el cargo desde 1982 hasta 1995.

## Inicios
Estudia ciencias Económicas y Empresariales en la Universidad de Valencia. En el Congreso Extraordinario de los socialistas valencianos celebrado en 1979 es elegido secretario general del PSPV-PSOE, sustituyendo a Joan Pastor. En 1979 es elegido diputado por Valencia en el Congreso de los Diputados.

## Trayectoria política

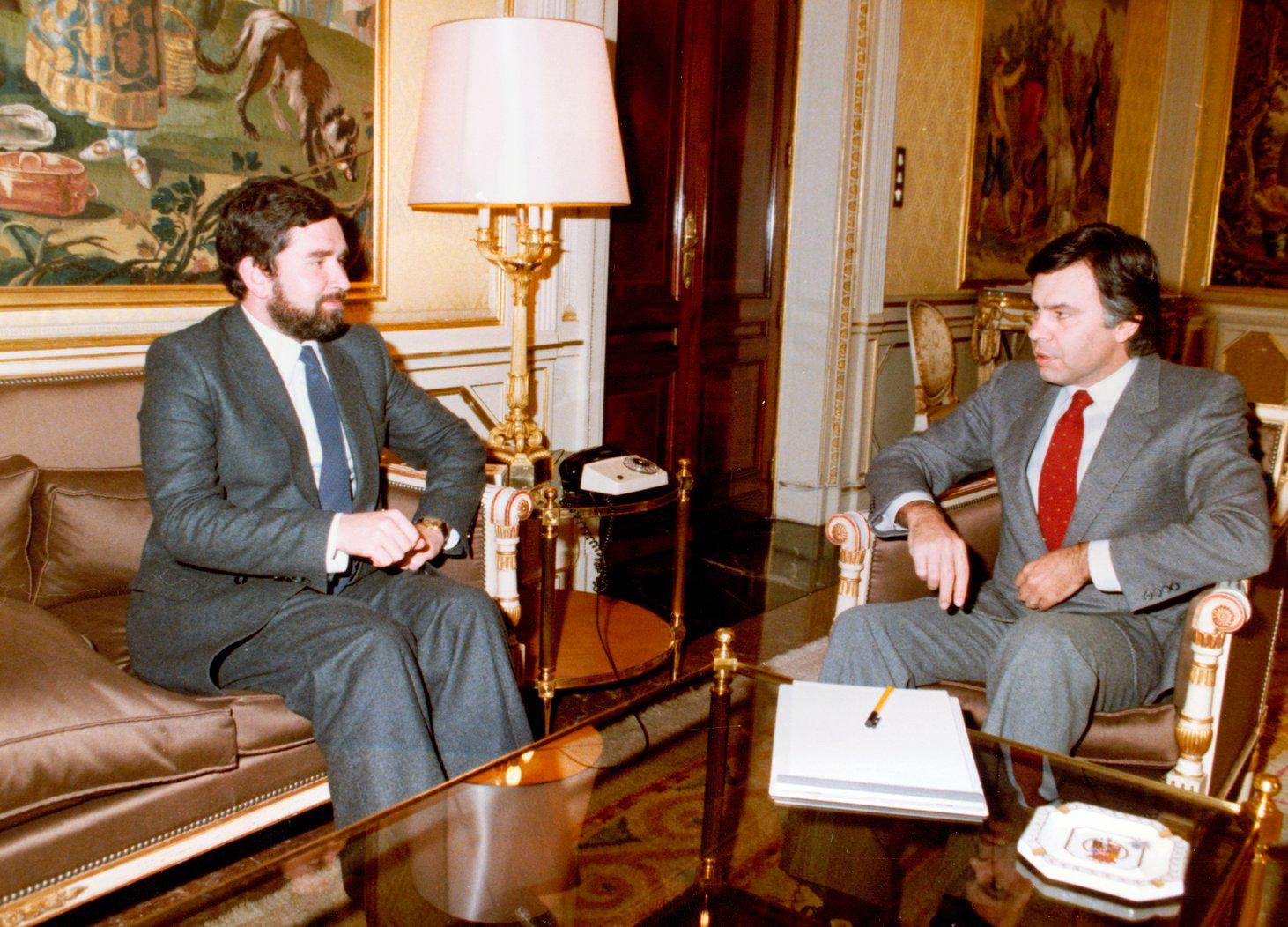
Lerma, recibido en Moncloa por Felipe González (1984).

En 1982 fue proclamado presidente de la Generalidad Valenciana. En 1983 abandona su escaño en el congreso al ser elegido diputado en las recién creadas Cortes Valencianas. Habiendo ganado las elecciones por mayoría absoluta, las Cortes lo eligen nuevamente Presidente de la Generalidad Valenciana. Fue reelegido en 1987 (con mayoría relativa) y 1991 (de nuevo con mayoría absoluta). En mayo de 1995 el PSPV-PSOE pierde las elecciones y la presidencia es ocupada por Eduardo Zaplana. 
Desde junio de 1995 hasta marzo de 1996 fue ministro de administraciones públicas en el último gobierno de Felipe González. En las elecciones generales de 1996 es elegido senador por Valencia.
En la actualidad es senador designado por las Cortes Valencianas y fue portavoz del grupo socialista en el Senado entre 2004 y 2008. Tras la dimisión de Joan Ignasi Pla en octubre de 2007 como secretario general del PSPV-PSOE, fue designado presidente de la comisión gestora previa al congreso en el que fue proclamado Jorge Alarte como nuevo líder de los socialistas valencianos.
En 2019 fue presidente de la Comisión General de las Comunidades Autónomas, y desde 2020 presidente de la Comisión de Justicia del Senado.

## Cargos desempeñados
- Secretario general del PSPV (1979-1997)
- Diputado por Valencia en el Congreso de los Diputados (1979-1983)
- Presidente preautonómico de la Generalidad Valenciana (1982-1983)
- Presidente de la Generalidad Valenciana (1983-1995)
- Diputado por Valencia en las Cortes Valencianas (1983-1995)
- Ministro de Administraciones Públicas (1995-1996)
- Senador designado por las Cortes Valencianas (Desde 1995)
- Portavoz del PSOE en el Senado (2004-2008)

## Condecoraciones
- Gran Cruz de la Real y Muy Distinguida Orden de Carlos III (1996)[3]
- Gran Cruz de la Orden del Mérito Civil (2000)[4]
- Gran Cruz de la Orden de Jaume I el Conqueridor (2008)[5]